# Samantha Cristoforetti
Samantha Cristoforetti (Milano, 26 aprile 1977) è un'astronauta e aviatrice italiana, prima donna italiana negli equipaggi dell'Agenzia Spaziale Europea e prima donna europea comandante della Stazione spaziale internazionale . Con la missione ISS Expedition 42/Expedition 43  del 2014-2015 ha conseguito il record europeo e il record femminile di permanenza nello spazio in un singolo volo (199 giorni), quest'ultimo superato nel settembre 2017 dalla statunitense Peggy Whitson a sua volta superato nel 2019 dalla collega Christina Koch.

## Biografia
Nata a Milano nel 1977, è originaria di Malé (Trento), comune in cui cresce. Nel 1994 decide di approfondire il proprio percorso scolastico trasferendosi negli Stati Uniti d'America dove, grazie al programma Intercultura, frequenta per un anno la Saint Paul Central High School di Saint Paul, Minnesota. Compie gli studi superiori prima a Bolzano e poi a Trento, consegue la laurea magistrale in ingegneria meccanica all'Università tecnica di Monaco di Baviera, in Germania, nel 2001.
Nel 2001 inizia la sua carriera di pilota militare venendo ammessa all'Accademia Aeronautica di Pozzuoli. Completati gli studi, ha passato un periodo negli USA per conseguire la combat readiness, e quindi tre anni presso il reparto, arrivando fino al grado di Capitano.
Nell'ottobre 2004 Samantha consegue la laurea triennale in Scienze Aeronautiche presso il Dipartimento di Scienze Politiche dell'Università Federico II di Napoli con 110/110 e lode.
Nel maggio 2009 è stata selezionata dall'Agenzia Spaziale Europea (ESA) e, dopo 5 anni, è diventata la prima astronauta donna di nazionalità italiana ad effettuare un volo spaziale.

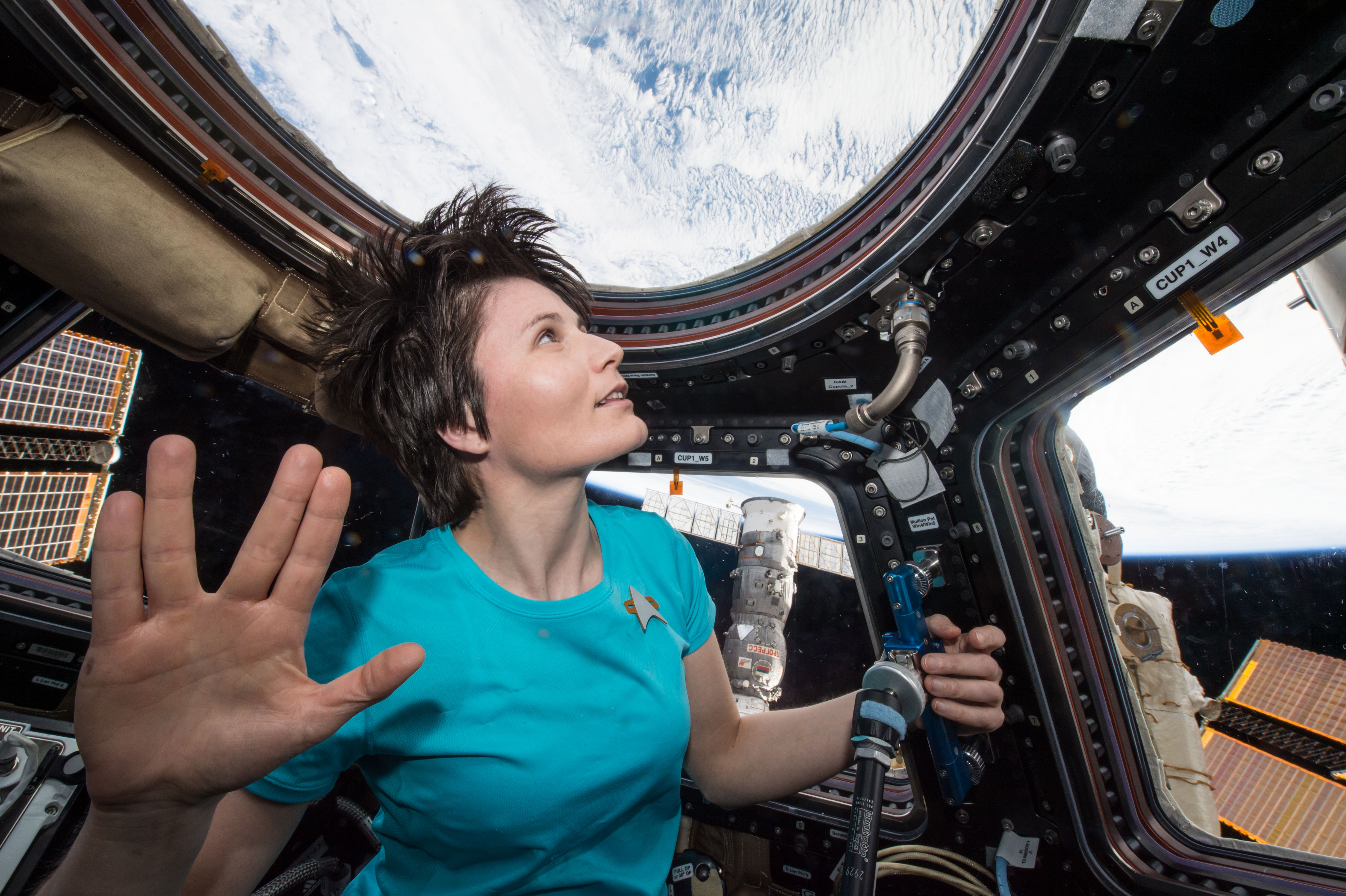
Cristoforetti nella ISS mentre fa il saluto vulcaniano a ricordo di Leonard Nimoy

L'11 giugno 2015 dopo 199 giorni e qualche ora sulla Stazione Spaziale Internazionale è avvenuto il rientro sulla Terra, in Kazakistan, alle 15:44 ora italiana.
Nel settembre 2015 è stata nominata ambasciatrice UNICEF durante un evento organizzato dall'Aeronautica Militare.
Ha due figli con il compagno Lionel Ferra, di nazionalità francese e anch'egli ingegnere.
Il 14 settembre 2022, l'ESA ha comunicato che avrebbe presto ricoperto il ruolo di comandante della Stazione Spaziale Internazionale. Il passaggio di consegne da Oleg Artem'ev è avvenuto il 28 settembre seguente.

## Carriera

### Pilota militare
Nel 2001 è ammessa all'Accademia Aeronautica di Pozzuoli, uscendone nel 2005 come ufficiale del ruolo navigante normale e con laurea in scienze aeronautiche presso l'Università Federico II , Durante l'accademia si distingue come allieva modello, ricevendo il premio della sciabola d'onore, assegnato a chi viene riconosciuto come primo della classe per tre anni consecutivi.
Successivamente, nel 2005 e 2006, si specializza negli Stati Uniti d'America con il programma Euro-NATO Joint Jet Pilot Training (ENJJPT) presso la Sheppard Air Force Base di Wichita Falls in Texas, dove diventa pilota militare e viene successivamente assegnata al 132º Gruppo Volo del 51º Stormo di Istrana in Italia.
Nel suo curriculum operativo figurano i servizi presso il 61º Stormo di Galatina, il 32º Stormo di Foggia (Aeroporto di Amendola) e il 51º Stormo di Istrana, prima nell'ambito della Squadriglia Collegamenti (2007-2008) e poi del 132º Gruppo Cacciabombardieri (2009), e l'abilitazione al pilotaggio degli aeromobili Aermacchi SF-260, Cessna T-37 Tweet, Northrop T-38 Talon, Aermacchi MB-339A, Aermacchi MB-339CD e AMX International AMX.
A dicembre 2019 ha annunciato il congedo dall'Aeronautica Militare, in concomitanza col termine della ferma obbligatoria di 19 anni.

### Astronauta
A maggio 2009 è selezionata come astronauta dall'Agenzia Spaziale Europea (ESA) come prima donna italiana e terza europea in assoluto dopo la britannica Helen Sharman (1991) e la francese Claudie Haigneré (2001), risultando tra i sei migliori di una selezione alla quale avevano preso parte 8 500 tra uomini e donne.
La prima missione a cui Cristoforetti prende parte, della durata di circa 6-7 mesi, è denominata ISS Expedition 42/43 Futura e prevede, il 23 novembre 2014, il raggiungimento della Stazione spaziale internazionale a bordo di un veicolo Sojuz; si tratta della prima missione di una donna italiana nello spazio e del settimo astronauta italiano, preceduta sulla Stazione spaziale internazionale (ISS) da Umberto Guidoni, Paolo Nespoli, Roberto Vittori e Luca Parmitano.
Nel programma della missione vi sono esperimenti sulla fisiologia umana, analisi biologiche e la stampa 3D in assenza di peso in modo da sperimentare anche la possibilità di stampare pezzi di ricambio per la stazione stessa senza dover dipendere dagli invii da terra.
Samantha Cristoforetti testa in prima persona i dispositivi innovativi del programma Drain Brain sviluppati dal prof. Paolo Zamboni del Centro Malattie Vascolari dell’Università degli Studi di Ferrara sulla diagnosi gravitazionale del ritorno venoso cerebrale in telemedicina.

## Prima missione
Il 3 luglio 2012 l'ESA annuncia che è stata selezionata per la missione battezzata Futura, expedition 42 e expedition 43, una missione dell'ASI di lungo termine sulla Stazione Spaziale Internazionale durata 199 giorni, dal 23 novembre 2014 all'11 giugno 2015. La preparazione per la missione è durata più di 2 anni, a partire da luglio del 2012 e si è svolta principalmente a Zvëzdnyj gorodok, Città delle Stelle, il centro di addestramento russo degli astronauti.

### Addestramento
L'addestramento è iniziato a luglio del 2012, quando è stata assegnata dall'ESA alla missione Futura, ed è stato molto seguito in rete grazie a un diario giornaliero a partire da 500 giorni prima della partenza, che inizialmente era fissata a dicembre 2014, tenuto dall'astronauta stessa in inglese e tradotto quasi istantaneamente in italiano, francese e spagnolo da AstronautiNews, Cap sur l'espace e Intervidia, tre riviste astronautiche specializzate nella divulgazione nelle rispettive lingue nazionali. L'astronauta ha viaggiato tra i centri di addestramento della Russia, dell'Europa e degli Stati Uniti per completare la sua formazione, in quanto ogni centro è specializzato nella porzione di stazione spaziale di propria competenza.
A luglio 2013 l'addestramento prosegue a Star City, incentrato sulle manovre della navicella Sojuz in operazioni nominali e situazioni di emergenza. L'addestramento viene eseguito in aula, nei simulatori di navigazione e nelle centrifughe simulatori di gravità. Dopo una breve sosta in Germania a fine luglio per sbrigare delle pratiche amministrative, è volata a Houston, dove ha trascorso 4 settimane di addestramento relative alla sezione statunitense della ISS. Si è esercitata sul funzionamento del braccio robotico canadese e sulla preparazione alle attività extraveicolari, soprattutto per prendere confidenza con le tute spaziali statunitensi. Ha ricevuto anche un addestramento sanitario, con pratiche di pronto soccorso e utilizzo di strumentazione medica per esperimenti scientifici in assenza di gravità.
A settembre torna a Colonia, in Germania per l'addestramento relativo al modulo europeo Columbus e alla navicella ATV, mentre a fine mese è di nuovo in Russia per una fase di addestramento sulle tute Orlan, le tute spaziali russe per le attività extraveicolari. Qui non mancano ripassi su alcune procedure di emergenza sulla stazione spaziale e sulla Sojuz, compresa una simulazione in una centrifuga a 8g, 8 volte la gravità terrestre, per simulare un rientro anomalo della Sojuz. Il 5 ottobre rientra a Colonia, per l'addestramento di sopravvivenza in acqua, in caso di atterraggio sbagliato della Sojuz. A causa della chiusura del governo federale statunitense, alcuni addestramenti programmati a Houston sono stati posticipati e l'addestramento statunitense è potuto riprendere solo l'11 ottobre. Dopo un altro periodo 6 settimane su operazioni di manutenzione e di routine della Stazione Spaziale Internazionale, tra cui anche operazioni di igiene personale, pulizia degli ambienti, lubrificazione degli apparati meccanici, torna a Colonia per un altro training intensivo sull'ATV fino a tutto novembre.
A dicembre è di nuovo in Russia, dove continua il perfezionamento sull'equipaggiamento a carico di Roskosmos, dove aumenta la confidenza nell'uso della tuta Sokol e della navigazione manuale della Sojuz.
All'inizio del 2014, l'anno del lancio, vengono ripianificati alcuni dettagli dell'addestramento, con nuove visite a tutti i centri precedenti più quello del Giappone. Dal 26 gennaio iniziano 4 settimane di formazione a Mosca, seguite da 2 in Giappone e Houston fino al 28 marzo, prima di tornare a Colonia. Cristoforetti, oltre alla preparazione del lancio del 24 novembre, deve essere preparata come equipaggio di riserva della missione che parte il 29 maggio.
Dal 10 aprile è di nuovo a Mosca fino al 14 maggio, quando si deve trasferire a Bajkonur come rappresentante dell'equipaggio di riserva della missione Sojuz TMA-13M, che si è svolta senza nessun problema.
A inizio giugno rientra a Colonia, per poi partire per Houston a luglio, Mosca ad agosto e di nuovo negli Stati Uniti a settembre. A inizio ottobre torna a Colonia per l'ultima volta prima della partenza, per poco tempo prima di tornare a Mosca per completare l'addestramento e partire pochi giorni prima della partenza per Bajkonur.

## NEEMO 23
Samantha Cristoforetti ha comandato la missione NEEMO 23 dal 10 al 22 giugno 2019.

## Missione Minerva
Il 28 maggio 2021 è stato annunciato che Samantha Cristoforetti avrebbe preso parte come specialista di missione al volo SpaceX Crew-4.
Il 27 aprile 2022, alle 09:52, dal John F. Kennedy Space Center la missione SpaceX Crew-4 è decollata con Samantha Cristoforetti e altri 3 membri dell'equipaggio. Appena giunta sulla stazione internazionale si è unita alla Expedition 67.
Il 21 luglio 2022 è diventata la prima donna europea a condurre un'EVA e il primo astronauta europeo a condurla con la tuta spaziale russa Orlan. 
Il 28 settembre 2022 Samantha Cristoforetti è diventata la prima astronauta donna europea a diventare comandante dell'ISS. 

## Divulgazione

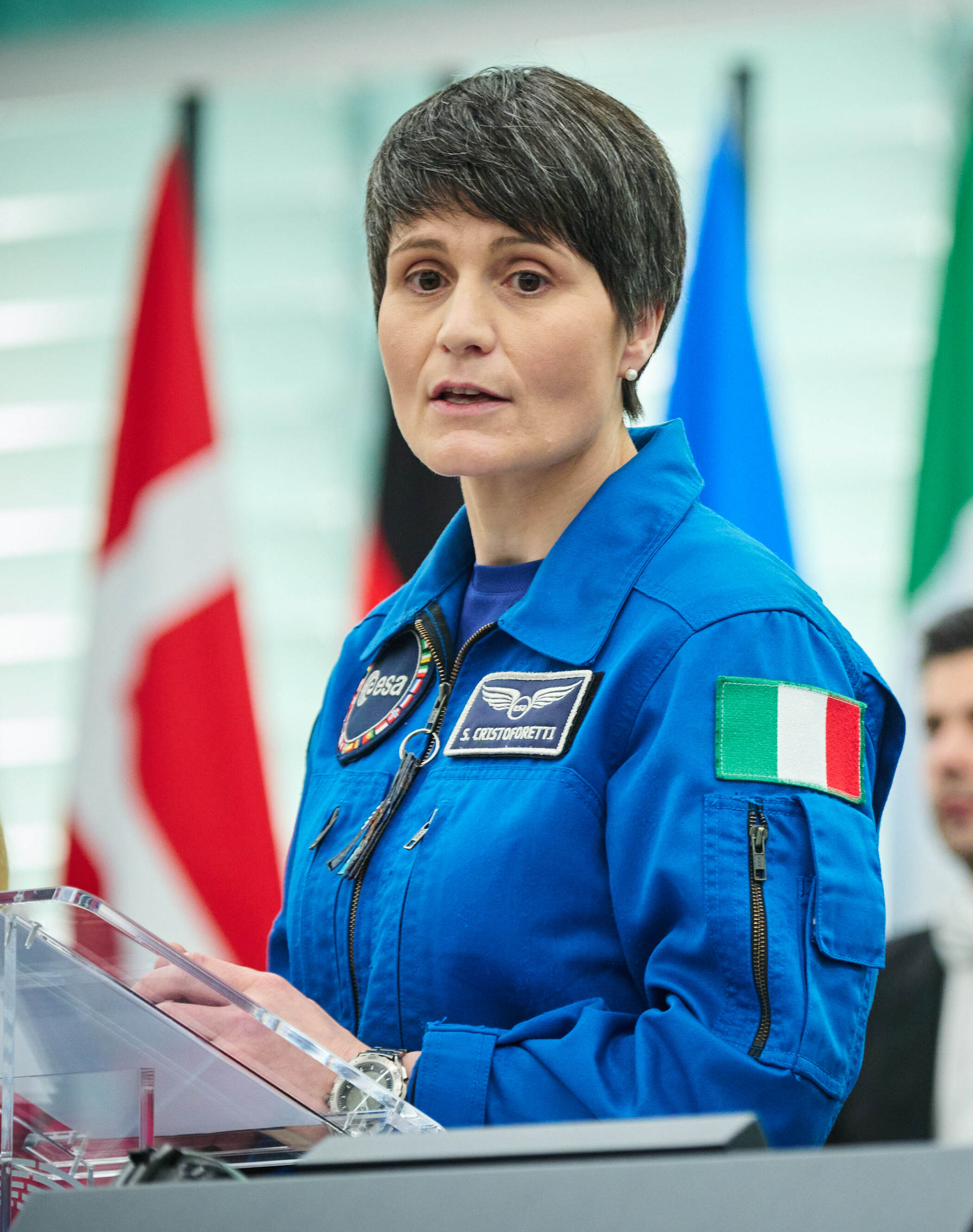
Samantha Cristoforetti nel Parlamento europeo, 2023

Samantha Cristoforetti è, oltre che un'astronauta, un personaggio molto attivo nella divulgazione scientifica, a mezzo stampa, televisione e social network.
Ha tenuto un diario dettagliato della missione Futura, da 500 giorni prima a 200 giorni dopo la partenza, quando è rientrata dalla ISS sul suolo kazako. Per sua stessa ammissione, ha preferito evitare il social network Facebook per la pubblicazione giornaliera del suo diario, preoccupata per le notizie poco rassicuranti riguardo all'uso improprio che veniva fatto delle informazioni degli utenti a quel tempo, utilizzando piuttosto Google+ come piattaforma principale in lingua inglese e delegando all'ISAA (Associazione Italiana per l’Astronautica e lo Spazio, di cui lei stessa è socia onoraria) la traduzione del suo diario in italiano da pubblicare in una sottopagina del sito dell'ESA. Utilizza frequentemente Twitter per fornire brevi e continui aggiornamenti sulla sua preparazione per le prossime missioni.
Cogliendo le tendenze comunicative più attuali, ha iniziato a tenere anche un profilo su TikTok, avvicinandosi così anche ad un pubblico più giovane.
Radioamatrice, ha partecipato all'iniziativa ARISS, Amateur Radio on the International Space Station, stabilendo numerosi contatti con le scuole e rispondendo alle domande degli studenti.
Il 12 febbraio 2015, durante la terza serata del Festival di Sanremo, è stata presentata un'intervista che Carlo Conti le aveva rivolto poche ore prima in collegamento con la Stazione spaziale internazionale.

### Onorificenze accademiche

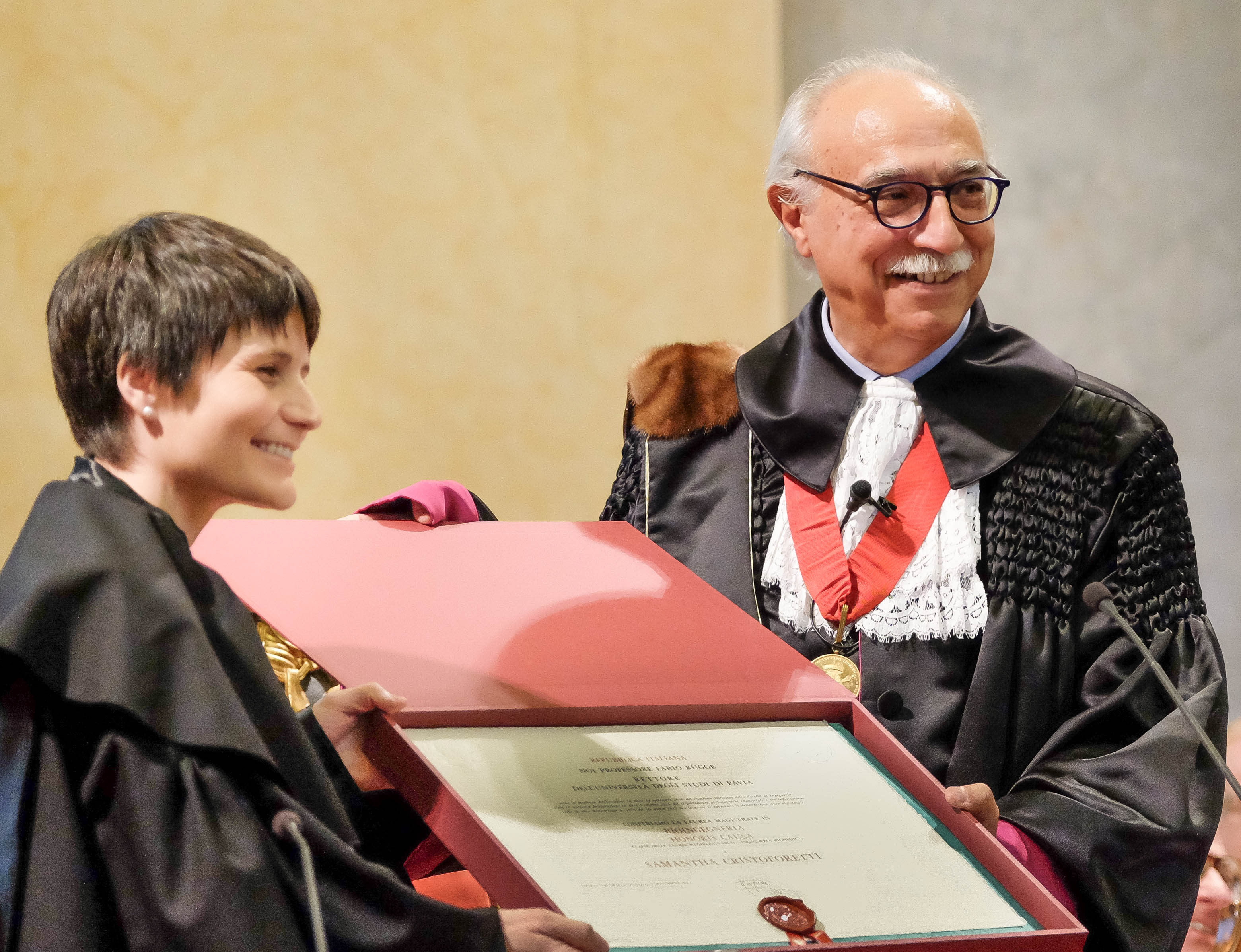
Samantha Cristoforetti riceve la Laurea honoris causa dall' Università degli Studi di Pavia

## Onorificenze e riconoscimenti

### Riconoscimenti
- Le è stato dedicato un asteroide, 15006 Samcristoforetti.[64]
- Il 5 aprile 2016 le viene dedicato un nuovo ibrido di orchidea spontanea scoperto in Salento e denominato Ophrys × montalciniae nothosubsp. cristoforettiae, ibrido tra O. incubacea subsp. brutia e O. sphegodes subsp. classica. L'ibrido in questione è stato pubblicato sulla rivista nazionale G.I.R.O.S. (Gruppo Italiano per la Ricerca di Orchidee Spontanee).[65]
- La Mattel ha dedicato una bambola Barbie a Samantha Cristoforetti, nella tradizione del dare alle bambine un modello femminile a cui ispirarsi.[66][67]

## Vita privata
Parla italiano (madrelingua), tedesco, inglese, francese, nonché il russo, utilizzato nelle comunicazioni tra la stazione spaziale e il centro di controllo a terra presso il Cosmodromo di Bajkonur. Si sta dedicando allo studio del cinese, anche in previsione di una possibile missione spaziale dell'agenzia spaziale cinese.
Nonostante la carriera intensa, riesce a trovare spazio per le sue passioni, principalmente escursionismo e immersioni subacquee. È una fan del franchise Star Trek, infatti possiede alcune uniformi della Flotta Stellare.
Quando non è in viaggio per lavoro, Cristoforetti vive con il compagno Lionel Ferra e i loro due figli, vicino al centro astronautico dell'ESA a Colonia, in Germania.

## Filmografia
- Astrosamantha - La donna dei record nello spazio (2016) di Gianluca Cerasola, film documentario.[70]

## Partecipazioni TV
- Partecipazione come ospite nel programma televisivo "SpaceWalks" di Emilio Cozzi, Marco Falorni, Andrea Frassoni andato in onda su Rai 4 e Rai Play[71] e nel programma Noos - L'avventura della conoscenza su Rai 1.[72]

## Opere
- Samantha Cristoforetti e Stefano Sandrelli, Nello spazio con Samantha, collana Feltrinelli Kids, illustrazioni di Alessandro Baronciani, Milano, Feltrinelli, 2016, ISBN 978-88-07-92271-8. URL consultato il 27 maggio 2019.
- Samantha Cristoforetti, Diario di un'apprendista astronauta, collana Le polene, Milano, La nave di Teseo, 2018, ISBN 978-88-9344-575-7. URL consultato il 27 maggio 2019.